# Pegomya nigrifrons
Pegomya nigrifrons este o specie de muște din genul Pegomya, familia Anthomyiidae. A fost descrisă pentru prima dată de Macquart în anul 1835.
Este endemică în Franța. Conform Catalogue of Life specia Pegomya nigrifrons nu are subspecii cunoscute.